# DCアーモリー
DCアーモリー（D.C. Armory）はワシントンD.C.にある多目的アリーナ。コロンビア国家警備隊の本部とアメリカ軍陸軍州兵コロンビア特別区州兵の駐屯地、武器庫と研修施設、各種政治キャンペーンイベントやスポーツイベントを開催している。

## 概要
1941年、ワシントンD.C.に建設され当初はコロンビア国家警備隊とアメリカ軍の武器庫と新人研修並びに訓練施設として開設された。
第2次世界大戦終結後にはアーモリーの軍事訓練機能を少しずつ縮小。1948年にDCアーモリー会が初めて軍以外の使用を認め多目的ホールに変貌した。
一時FBIの指紋記録を管理する部署が置かれていたことがあった。
歴代大統領が政治キャンペーンで度々使用されることもあり、ハリー・S・トルーマン・バラク・オバマ両大統領が使用した。
1961年4月19日には、ジョン・F・ケネディが大統領就任直前に演説を行っている。
1994年に軍事部門(訓練施設)が完全に撤退。アメリカ軍の駐屯地を縮小し指令本部と必要最小限に縮小した武器庫のみになり武器庫と訓練施設の一部を解体しホールを広くした。
現在はプロレスの試合やボクシングの試合(ワシントンD.C.出身選手の主要ホーム)でビックマッチで度々使用されている。

## スポーツのアリーナとして
1946年NCAAのバスケットボールリーグ1部ジョージタウン大学・ホイヤーズの仮本拠地として役割を持ったことがあるが1949年に新しいスタジアムが出来たためわずか3年だけだった。
2006年にはローラーゲームの女子1部リーグのDC・ローラーガールズのホームスタジアムになっている。
2009年には全米室内サッカーリーグD.C.アーマーの本拠地があったが、わずか1年で解散になったため幻のホームになった。
プロレスでは1990年にWCWがキャピタル・コンバットとのイベントを開催したのがきっかけになり一時WCWの常設会場の一つなった。
スポーツイベントの中でも特に最近目立つようになったのがボクシングでワシントンD.C.が生んだ軽量級界のヒーローマーク・ジョンソンやスーパーライト級統一世界王者ラモン・ピーターソンも試合を開催している。オスカー・デ・ラ・ホーヤのゴールデンボーイプロモーションズのワシントンD.C.でのボクシング開催の主要会場の一つになった。

## 最近開催されたボクシングイベント
- ゴールデンボーイプロモーションズ進出前
  - 1998年2月22日、マーク・ジョンソンVSアーサー・ジョンソン
- ゴールデンボーイ進出後
- 2011年12月10日~キャピタル・ショウダウンWBA・IBF世界スーパーライト級スーパー王者アミール・カーンVSラモン・ピーターソン(HBOペーパービュー生放送)

2013年2月22日、ラモン・ピーターソンVSケンドール・ホルト(ESPNフライデーナイトファイトがライブ中継)
2014年1月25日、ラモン・ピーターソンVSディエリー・ジャン(チャンピオンシップ・ボクシングがライブ中継)
2014年4月19日、WBA・IBF世界ライトヘビー級王座統一戦~WBA王者ベイブット・シュメノフVSIBF王者バーナード・ホプキンス・WBO世界ミドル級王者ピーター・クイリンVSルーカス・コネチ